# Любишке
Любишке (лит. Liubiškė) — село в восточной части Литвы. Входит в состав Швенченеляйского староства Швянчёнского района. По данным переписи Литвы 2011 года, население Любишке составляло 9 человек.

## География
Село расположено в центральной части района. Находится на автодороге 111 Утена — Калтаненай — Швенчёнис в 5 километрах от города Швенченеляй. Ближайший населённый пункт — село Друстенай.

## Население
| 1905                           | 1931 | 1959 | 1970 | 1979 | 1989 | 2001 | 2011 |
| ------------------------------ | ---- | ---- | ---- | ---- | ---- | ---- | ---- |
| 21                             | 23   | 50   | 52   | 37   | 26   | 17   | 9    |
| Гистограмма динамики населения |      |      |      |      |      |      |      |